# Mesovelioidea
Mesovelioidea – nadrodzina pluskwiaków z podrzędu różnoskrzydłych i infrarzędu Gerromorpha.
Zwykle uznaje się Mesovelioidea za takson monotypowy, ale np. autorzy BioLib.cz wynoszą jedną z podrodzin do rangi rodziny, zaliczając tu: Mesoveliidae i Madeoveliidae.
Andersen już w 1982 na podstawie badań morfologicznych umieścił Mesoveliidae jako grupę siostrzaną dla pozostałych Gerromorpha. Pierwsza łączona, molekularno-morfologiczna analiza Gerromorpha przeprowadzona przez Damgaarda i innych w 2005 umieszczała w pozycji bazalnej Mesoveliidae lub Hydrometridae. W kolejnych łączonych badaniach filogenetycznych Damgaarda z 2008 roku uzyskano silne poparcie dla hipotezy o Mesoveliidae jako siostrzanych dla reszty Gerromorpha.